# ريال سبورتينغ خيخون
نادي سبورتنغ خيخون الملكي (بالإسبانية: Real Sporting de Gijón, S.A.D.)‏ هو نادي كرة قدم إسباني تأسس 5 يوليو 1905 تحت مسمى نادي خيخون إلا أنه اندمج مع نادي المدينة الآخر سبورتيفا في عام 1911 ليصبح اسمه سبورتينغ خيخون (بالإسبانية: Sporting de Gijón)‏. وبعدها تحول اسمه إلى ريال سبورتينغ خيخون، يعتبر من أقدم الأندية في إسبانيا، وأكبر من بعض الفرق الكبيرة كريال مدريد ونادي فالنسيا.

## التاريخ
بدأ فريق سبورتينغ خيخون بفريق مكون أغلبيته من العمال وأبناء المدينة وكان يشارك في دورات شبه ودية مع فرق بلجيكية وفرنسية وألمانية وذلك قبل أنطلاق الدوري الإسباني في عام 1929 بعد تشكيل اتحاد إسبانيا لكرة القدم. ورغم أنه من أقدم أندية إسبانيا إلا أن بداية سبورتينغ خيخون لم تكن سريعة حيث كان ظهوره الأول في دوري الدرجة الأولى بعد 15 عام من انطلاق الدوري بعد أن صنف من فرق الدرجة الثانية في بداية التأسيس والالتحاق تحت مظلة الاتحاد الإسباني وكان ظهوره الأول مميز حيث حقق نتائج طيبه وانتصارات مهمة جعلته يبقى في مصاف الكبار أربع مواسم متتالية.
وقد هبط الفريق في نهاية موسم 1947/ 1948 ليعود أدراجه إلى دوري الدرجة الثانية مرة أخرى ومحاولة الصعود مجددا إلى الدرجة الأولى. وخلال عقد الخمسينيات تأرجح الفريق ما بين الدرجة الأولى والثانية إلا أنه استقر في الدرجة الثانية طيلة عقد الستينات والذي لم يشهد صعوده إلا في بداية السبعينات وتحديداً في موسم 1970/ 1971 إلا أن هذا الصعود كان مختلف ومغاير عن سابقه فسبورتينغ خيخون والذي أخذ ما أخذ من خبره في مشواره المتأرجح واصل مشواره الناجح ونتائجه الإيجابية بل وأصبح أحد الفرق المهمة والمميزة طيلة 27 موسم متتالي.
وكان ما بين المتوسط والجيد حيث حقق أغلب المواسم المركز من العاشر وحتى الثالث عشر لكنه أيضا حقق مراكز متقدمة في بطولة الدوري طوال تلك المواسم كانت أبرزها المركز الثاني أي خلف البطل مباشرة وذلك في موسم 1978/ 1979 وأيضا حقق المراكز الرابع والخامس والثالث في مواسم متفاوتة ما بين عقد الثمانينات والتسعينات. لكن وبعد نجاته لثلاث مواسم متتالية من الهبوط وخصوصاً بعد تقليص فرق بطولة الدوري إلى 20 فريق بدلاً من 22 في عام 1998 هبط سبورتينغ خيخون وكما كان متوقع حينها وبجدارة حيث حقق المركز الأخير.
وكانت أسباب الهبوط والتراجع الكبير كثيرة إلا أن أهمها وأبرزها هي رحيل النجوم وتطور الفرق المنافسة ما جعل سبورتينغ خيخون يغيب فترة طويلة وصلت لعشرة أعوام. لكن وبعد تلك النكسات والركود عاد مجددا لدوري الدرجة الأولى في موسم 2008/2009.
لعب سبورتينغ خيخون طوال مواسمه في بطولة الدرجة الأولى 1230 مباراة فاز في 410 وخسر في 304 وتعادل في 516 مباراة. وسجل منذ موسم 1944 حتى موسم 1998 قبل أن يهبط 1511 هدف ودخل مرماه 1777 هدف. ثم رجع مرة أخرى لدوري الأضواء في عام 2015.

## الملعب

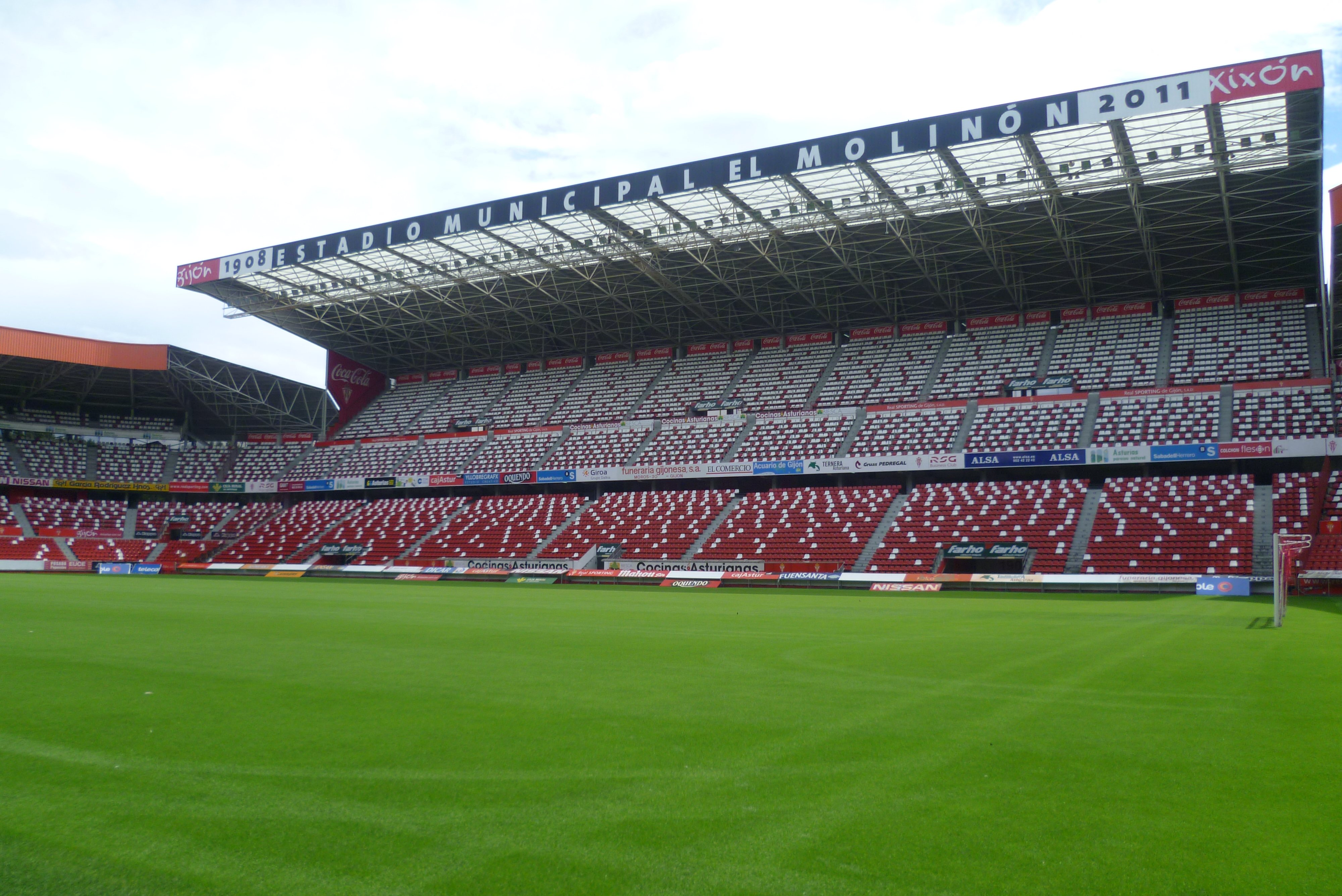
ملعب نادي خيخون

ملعب المولينيون (بالإسبانية: El Molinón)‏ هو ملعب كرة قدم بمدينة خيخون في إسبانيا، بني في عام 1908, وهو الملعب الرئيسي لنادي ريال سبورتينغ خيخون في الفترة ما بين 1929-1997. ويصل طاقة الملعب الاستيعابية إلى 30,000 ألف متفرج.
استضاف الملعب العديد من المنافسات منها كأس العالم لكرة القدم 1982.

### التشكيلة الحالية
آخر تحديث في 3 سبتمبر 2016.

ملاحظة: تشير الأعلام إلى المنتخب الوطني على النحو المحدد في قواعد الأهلية للفيفا. قد يحمل اللاعبون أكثر من جنسية واحدة غير تابعة للفيفا.
| الرقم | البلد    | المركز | اللاعب                                |
| ----- | -------- | ------ | ------------------------------------- |
| 1     | إسبانيا  | حارس   | إيفان كويلار                          |
| 2     | البرازيل | مدافع  | دوغلاس بيريرا (إعارة من نادي برشلونة) |
| 3     | مارتينيك | مدافع  | جان سيلفان بابين                      |
| 4     | إسبانيا  | مدافع  | خورخي ميريه                           |
| 5     | فنزويلا  | مدافع  | فيرناندو أموريبييتا                   |
| 6     | إسبانيا  | وسط    | سيرخيو ألفاريز دياز                   |
| 7     | إسبانيا  | وسط    | فيكتور رودريغيز روميرو                |
| 8     | الجزائر  | وسط    | رشيد آيت عثمان                        |
| 9     | إسبانيا  | مهاجم  | كارلوس كاسترو غارسيا                  |
| 10    | إسبانيا  | وسط    | ناتشو كاسيس                           |
| 11    | إسبانيا  | مدافع  | ألبيرتو لورا راموس                    |
| 13    | إسبانيا  | حارس   | دييغو مارينيو                         |

| الرقم | البلد     | المركز | اللاعب                                          |
| ----- | --------- | ------ | ----------------------------------------------- |
| 14    | إسبانيا   | وسط    | بورغي (إعارة من نادي ريال مدريد)                |
| 15    | إسبانيا   | مدافع  | روبيرتو كانيلا                                  |
| 16    | إسبانيا   | مدافع  | لييو كاستييانو                                  |
| 18    | إسبانيا   | مدافع  | إسماعيل لوبيز بلانكو                            |
| 19    | إسبانيا   | وسط    | كارلوس كارمونا بونيت                            |
| 20    | الكاميرون | وسط    | داني إندي                                       |
| 23    | إسبانيا   | وسط    | موا غوميز                                       |
| 24    | كرواتيا   | مهاجم  | دويي تشوب (إعارة من نادي كالياري)               |
| 25    | إسبانيا   | وسط    | شافي توريس                                      |
|       | إسبانيا   | حارس   | أوسكار والي                                     |
|       | إسبانيا   | مهاجم  | بورخا فيغيرا                                    |
|       | السعودية  | مهاجم  | عبد الله الحمدان (إعارة من نادي الشباب السعودي) |

### اللاعبون المعارون
ملاحظة: تشير الأعلام إلى المنتخب الوطني على النحو المحدد في قواعد الأهلية للفيفا. قد يحمل اللاعبون أكثر من جنسية واحدة غير تابعة للفيفا.
| الرقم | البلد   | المركز | اللاعب                                   |
| ----- | ------- | ------ | ---------------------------------------- |
|       | إسبانيا | وسط    | بابلو بيريز رودريغيز (إلى نادي ألكوركون) |
|       | إسبانيا | مهاجم  | ألفارو بوستوس (إلى نادي ميرانديس)        |

تنتهي إعارة جميع اللاعبين في 30 يونيو 2017.

## المواسم السابقة
| الموسم    | الدرجة  | المركز | المباريات | الفوز | التعادل | الخسارة | له | عليه | النقاط | كأس إسبانيا | ملاحظات |
| --------- | ------- | ------ | --------- | ----- | ------- | ------- | -- | ---- | ------ | ----------- | ------- |
| 1997–1998 | الأولى  | 20     | 38        | 2     | 7       | 29      | 31 | 80   | 13     |             | هابط    |
| 1998–1999 | الثانية | 9      | 42        | 16    | 11      | 15      | 47 | 47   | 59     |             |         |
| 1999–2000 | الثانية | 9      | 42        | 17    | 9       | 16      | 54 | 48   | 60     |             |         |
| 2000–2001 | الثانية | 7      | 42        | 17    | 13      | 12      | 55 | 49   | 63     |             |         |
| 2001–2002 | الثانية | 6      | 42        | 17    | 13      | 12      | 47 | 57   | 64     |             |         |
| 2002–2003 | الثانية | 10     | 42        | 11    | 20      | 11      | 44 | 41   | 53     |             |         |
| 2003–2004 | الثانية | 5      | 42        | 20    | 10      | 12      | 58 | 40   | 70     |             |         |
| 2004–2005 | الثانية | 9      | 42        | 15    | 12      | 15      | 41 | 39   | 57     |             |         |
| 2005–2006 | الثانية | 9      | 42        | 13    | 17      | 12      | 41 | 34   | 56     |             |         |
| 2006–2007 | الثانية | 14     | 42        | 16    | 8       | 18      | 53 | 53   | 56     |             |         |
| 2007–2008 | الثانية | الثالث | 42        | 20    | 12      | 10      | 61 | 40   | 72     |             | صاعد    |

## لاعبين مشاهير
| - جيرمان ريفارولا - باتريشيو غراف - كريستيان دياز - ليو بياغيني - بابلو كالاندريو - إنزو فيريرو - أوسكار فيريرو - فكتور دوريا - خورخي رينالدي - هوغو بيريز - روبرتو تروتا - ريكاردو ريزا - خورخي فيرير - داريو سكوتو - لويس كريستالدو - جيورجي يوردانوف - إدوين كونغو - رونالد غوميز - ماريو ستانيتش - دانييل تشاريتش - مات بيليتش - ميلان لوهوفي | - لاوري كانينغهام - تاكيس جونياس - كيفن موران - مانويل نيغريتي - لويس فلوريس - فلاديمير بوبوفيتش - كاماتشو - رشيدي ياكيني - سيزاري كوتشارسكي - فيرناندو غوميز - مارسيل سابو - إيغور ليدياكوف - يوري نيكيفوروف - دميتري تشيريشيف - أليكسي كوسولابوف - دوشان سافيتش - فلاديمير فيرميزوفيتش - دراغوي ليكوفيتش - إيغور تاسيفيسكي - مانويل ميانا - فيرناندو فيلافيردي - خيسوس كاسترو | - كوايني - خوزيه لويس أبلانيدو - خوان كارلوس أبلانيدو - أنتونيو ماسيدو - كوندي - خواكين - أبيلاردو فيرنانديز - لويس أنريكه - إلوي - خافيير مانخارين - مارسيلينو إلينا - كيرياكو كانو - فيليب مينامبيريس - مارسيلينو - ريكاردو بانغو - ماركوس فاليز - توماس كريستيانسين - خوليو ساليناس - دافيد فيا - بابلو ألفاريز - فيسينتي إبورا - مانويل بادينيس - خوان مونيز - أندريس ليرين - يواكيم نيلسون - ويلمار كابريرا - أليكس بيريرا |